# Ошакаті
Ошакаті (англ. Oshakati) — місто в Намібії, адміністративний центр області Ошана.

## Географія
Місто розташоване неподалік від державного кордону з Анголою. Висота центру НП становить 1074 метрів над рівнем моря.

### Клімат
Місто знаходиться у зоні, котра характеризується кліматом помірних степів та напівпустель. Найтепліший місяць — листопад із середньою температурою 25.9 °C (78.6 °F). Найхолодніший місяць — липень, із середньою температурою 17 °С (62.6 °F).
| Клімат Ошакаті          | Клімат Ошакаті | Клімат Ошакаті | Клімат Ошакаті | Клімат Ошакаті | Клімат Ошакаті | Клімат Ошакаті | Клімат Ошакаті | Клімат Ошакаті | Клімат Ошакаті | Клімат Ошакаті | Клімат Ошакаті | Клімат Ошакаті | Клімат Ошакаті |
| Показник                | Січ.           | Лют.           | Бер.           | Квіт.          | Трав.          | Черв.          | Лип.           | Серп.          | Вер.           | Жовт.          | Лист.          | Груд.          | Рік            |
| Середній максимум, °C   | 31,5           | 30,3           | 28,5           | 30,1           | 28,6           | 26,2           | 26,7           | 29,3           | 32,8           | 34,2           | 33,2           | 32,3           | 30,3           |
| Середня температура, °C | 25,2           | 24,5           | 23,3           | 23,2           | 20,1           | 17,2           | 17             | 19,4           | 23,2           | 25,7           | 25,9           | 25,5           | 22,5           |
| Середній мінімум, °C    | 18,7           | 18,3           | 17,9           | 15,9           | 11,4           | 7,7            | 7,2            | 9,3            | 13,3           | 17,1           | 18,3           | 18,4           | 14,5           |
| Норма опадів, мм        | 108.9          | 117.9          | 98.3           | 28.7           | 3.4            | 0.3            | 0              | 0.2            | 1              | 10.4           | 47.2           | 57             | 473.3          |
| Днів з опадами          | 10,1           | 12,1           | 9,1            | 4,1            | 0,9            | 0,9            | 0              | 0,2            | 0,5            | 2,1            | 5,9            | 8              | 53,9           |
| Вологість повітря, %    | 53.4           | 58.5           | 60.8           | 53.2           | 39.7           | 35.6           | 31.4           | 27.6           | 26             | 31.8           | 40.2           | 46.6           | 42.1           |
| ----------------------- | -------------- | -------------- | -------------- | -------------- | -------------- | -------------- | -------------- | -------------- | -------------- | -------------- | -------------- | -------------- | -------------- |
| Джерело: Weatherbase    |                |                |                |                |                |                |                |                |                |                |                |                |                |

## Транспорт
У Ошакаті є аеропорт.

## Демографія
Населення міста по роках:
| 1981  | 1991   | 2001   | 2010   |
| ----- | ------ | ------ | ------ |
| 3 700 | 21 603 | 28 255 | 39 679 |